# Cúp bóng đá Estonia 1938
Cúp bóng đá Estonia 1938 (tiếng Estonia: Eesti Karikas) là mùa giải đầu tiên của giải đấu bóng đá loại trực tiếp ở Estonia. Có tổng cộng 11 tham gia giải. Tại thời điểm đó không có đá luân lưu sau hiệp phụ. Bởi vì vậy nên trận chung kết khác phải được sắp xếp vì trận đầu tiên kết thúc với tỉ số 1–1. Trong trận thứ hai, diễn ra vào ngày 6 tháng Mười Một tại Sân vận động Kadriorg, VS Sport Tallinn thắng sát nút trước Tallinna Jalgpalliklubi, để trở thành đội đầu tiên đoạt cúp bóng đá Estonia.

## Vòng sơ loại
| Đội nhà           | Tỉ số      | Đội khách             |
| ----------------- | ---------- | --------------------- |
| PK Olümpia Tartu  | 5–1        | VVS Puhkekodu Tallinn |
| SS Kalev Pärnu    | 5–2 (h.p.) | ÜENÜTO                |
| KS Võitleja Narva | 3–4        | Narva THK             |

## Tứ kết
| Đội nhà           | Tỉ số | Đội khách               |
| ----------------- | ----- | ----------------------- |
| SS Kalev Pärnu    | 0–1   | VS Sport Tallinn        |
| PK Olümpia Tartu  | 0–3   | SS Tervis Pärnu         |
| ESS Kalev Tallinn | 2–3   | Tallinna Jalgpalliklubi |
| Narva THK         | 0–1   | SÜ Esta Tallinn         |

## Bán kết
| Đội nhà          | Tỉ số      | Đội khách               |
| ---------------- | ---------- | ----------------------- |
| VS Sport Tallinn | 3–2        | SS Tervis Pärnu         |
| SÜ Esta Tallinn  | 0–1 (h.p.) | Tallinna Jalgpalliklubi |

## Chung kết 1 & 2
| Đội nhà          | Tỉ số      | Đội khách               |
| ---------------- | ---------- | ----------------------- |
| VS Sport Tallinn | 1–1 (h.p.) | Tallinna Jalgpalliklubi |
| VS Sport Tallinn | 2–1 (h.p.) | Tallinna Jalgpalliklubi |